# Flughafen Kushiro

i7
i11
i13
Der Flughafen Kushiro (japanisch 釧路空港 Kushiro Kūkō, IATA-Code: KUH, ICAO-Code: RJCK) ist ein Regionalflughafen der japanischen Stadt Kushiro. Er liegt etwa 22 Kilometer westlich der Stadt Kushiro. Der Flughafen Kushiro gilt nach der japanischen Gesetzgebung als Flughafen 2. Klasse.
2013 wurden 671.069 Passagiere im Inlandsflugbetrieb und 20.819 Passagiere im Internationalen Flugbetrieb abgefertigt. Fluggesellschaften, die regelmäßig den Flughafen anfliegen sind:
- Japan Airlines
- All Nippon Airways
- Hokkaido Air System
- Hokkaido International Airlines

Seit Juli 2014 fliegt die Jin Air die Strecke zum Flughafen Incheon in Südkorea.